# Lucky (canción de Exo)
«Lucky» es una canción de la boy band surcoreana EXO. La canción fue publicada digitalmente por S.M. Entertainment el 3 de junio de 2013 en dos versiones: coreano y mandarín. La canción pertenece a la reedición de XOXO titulada Growl.

## Composición y antecedentes
«Lucky», según la descripción del álbum en el sitio de música Naver Music, la canción de género pop y R&B con una «melodía rítmica». La canción fue compuesta y arreglada por el productor musical E.One. Esta fue la primera colaboración del productor con cualquier artista, en el marco del SM Town, a pesar de que había trabajado con otros artistas notables en la industria de la música, tales como ZE:A, G.NA, Boyfriend y My Name. «Lucky» fue descrita como una canción de amor en la que el chico expresa los pensamientos puros en su mente sobre los sentimientos de todos los días sean suerte de estar con su amor.
La letra de la versión coreana canción fue escrita por el compositor Kim Eana, que es famoso por sus habilidades que contribuyen a escribir canciones. Kim había escrito casi todos los sencillos de IU, hasta la fecha, así como «Abracadabra» y «Six Sense» de Brown Eyed Girls.
Liu Yuan escribió la versión en mandarín de la canción, así como otras cuatro canciones del álbum, de las siguientes canciones: «Black Pearl», «Peter Pan», «Baby» y «My Lady»· También es conocido por escribir las letras de las canciones de Super Junior-M.

## Promoción
La versión en mandarín de la canción fue interpretada por primera vez por el grupo durante su entrevista y trasmitido por Naver en su escaparate A Midsummer Night's Growl! el 20 de agosto de 2013. EXO-M cantó la canción de nuevo durante el programa de radio SimSimTaPa el 21 de agosto de 2013. El subgrupo llevó cantó la canción en Shanghai Music Festival '13 el 1 de octubre de 2013. La canción también fue incluida en el set-list del festival de invierno del grupo con sus compañeras de sello f(x), SM Town Week: «Christmas Wonderland» el 23 y 24 de diciembre en KINTEX en Goyang.

## Posicionamiento en listas
| Lista (2013)                 | Mejores posiciones |
| ---------------------------- | ------------------ |
| Gaon Singles chart           | 17                 |
| Gaon Monthly Singles chart   | 73                 |
| Gaon Local Singles chart     | 17                 |
| Gaon Streaming Singles chart | 110                |
| Gaon Download Singles chart  | 18                 |
| Gaon Background Music chart  | 17                 |
| Billboard K-Pop Hot 100      | 42                 |

| Lista (2013)                             | Mejores posiciones |
| ---------------------------------------- | ------------------ |
| Baidu Weekly Music Chart                 | 13                 |
| Gaon Singles chart                       | 103                |
| Gaon International Singles chart         | 4                  |
| Gaon Monthly International Singles chart | 43                 |
| Gaon Download Singles chart              | 126                |